# Reaktor Lucens
Das Versuchsatomkraftwerk Lucens (abgekürzt VAKL), auch als Reaktor Lucens bezeichnet, war ein kleiner unterirdischer Versuchsreaktor, der in den 1960er-Jahren im schweizerischen Ort Lucens im Kanton Waadt errichtet wurde. Der gebaute Schwerwasserreaktor war eine schweizerische Eigenentwicklung und basierte auf Forschungsarbeiten an der Reaktor AG (dem heutigen Paul Scherrer Institut) in Würenlingen. Baubeginn war 1961. Nach langjährigen Verzögerungen wurde der Reaktor am 10. Mai 1968 der Energie Ouest Suisse (EOS) zum Betrieb übergeben. Nach einer zwischenzeitlichen Revision kam es bei der Wiederaufnahme des Betriebes am 21. Januar 1969 zu teilweisem Schmelzen eines Brennelementes, was das Bersten des Druckrohres und schwere Schäden im Reaktorkern zur Folge hatte, womit ein Weiterbetrieb des Reaktors unmöglich wurde.

## Vorgeschichte der schweizerischen Reaktorlinie
1945 wurde auf Initiative des schweizerischen Militärdepartements (EMD) die sogenannte «Studienkommission für Atomenergie» (SKA) gegründet. In der SKA waren in der Folge alle namhaften schweizerischen Forschungsinstitute, die sich mit Kernenergie befassten, vertreten. 1952 beauftragte die SKA eine Arbeitsgemeinschaft, in der auch Unternehmen wie Brown, Boveri & Cie., Sulzer und Escher Wyss vertreten waren, mit der Planung eines Versuchsreaktors. Gebaut werden sollte dieser Reaktor durch die Industrie, aber mit finanzieller Unterstützung durch die SKA. 1953 wurden die fertigen Pläne für den Versuchsreaktor vorgestellt. Sie wurden jedoch vorerst nicht umgesetzt.

### Forschungsarbeiten an der Reaktor AG in Würenlingen
1955 gründete Walter Boveri jun., Präsident von Brown, Boveri & Cie., in Zusammenarbeit mit Wirtschaft und der ETH Zürich in Würenlingen die Reaktor AG. Im gleichen Jahr fand in Genf die erste Genfer Atomkonferenz statt. An der Konferenz präsentierte die amerikanische Atombehörde AEC die Möglichkeiten der Kernenergie an einem eigens dafür gebauten Leichtwasserreaktor. Da der Rücktransport des Versuchsreaktors für die Amerikaner mit einem erheblichen Aufwand verbunden gewesen wäre, konnte die Eidgenossenschaft den Reaktor sehr günstig erwerben und dann an die Reaktor AG weiterverkaufen. Noch während dieser Reaktor, der auf Grund seines blauen Leuchtens den Namen Saphir erhalten hatte, an seinem neuen Standort in Würenlingen eingerichtet wurde, begannen die Arbeiten an einem weiteren Forschungsreaktor namens Diorit. Beim Diorit handelte es sich um einen Schwerwasserreaktor, der auf den Plänen des Versuchsreaktors der SKA basierte. Obwohl man bereits bei der Genfer Atomkonferenz festgestellt hatte, dass das schweizerische Reaktorkonzept längst überholt war, begann man mit den Bauarbeiten und 1960 wurde der Diorit zum ersten Mal kritisch.

### Subventionsgesuche für Versuchs-Leistungsreaktoren
Parallel zu den Forschungsarbeiten der Reaktor AG erarbeiteten in der Zeit von 1956 bis 1959 drei Industriegruppen Projekte für Versuchs-Leistungsreaktoren. Die Versuchs-Leistungsreaktoren waren als nächste Stufe auf dem Weg zu kommerziellen Reaktoren gedacht. Bis 1959 reichten die drei Gruppen ihre Projekte beim Bund zur Subvention ein.
Die drei Projekte waren:
1. Konsortium: Beim Konsortium handelte es sich um einen Zusammenschluss deutsch-schweizerischer Industriebetriebe (u. a. Sulzer, Escher Wyss und Brown, Boveri & Cie.), die sich zum Ziel gesetzt hatten, in der Stadt Zürich unterirdisch (unter den Gebäuden der ETH) ein Kernheizkraftwerk zu errichten. Dabei sollte der Reaktortyp dem des Diorit entsprechen.
2. Enusa: In der Enusa hatten sich zahlreiche westschweizerische Industriebetriebe, Planungsbüros und auch die Elektrizitätsgesellschaft EOS zusammengeschlossen. Geplant war der (Nach-)Bau eines amerikanischen, leichtwassermoderierten Reaktors im waadtländischen Lucens.
3. Die Suisatom wurde von den vier grössten schweizerischen Elektrizitätsgesellschaften (NOK, Atel, BKW und EOS) gegründet. Das Projekt sah den Kauf eines amerikanischen Leichtwasserreaktors vor. Die Bauleitung und die Lieferung der Sekundärteile sollten bei der Brown, Boveri & Cie. liegen.[6]

Durch eine externe Expertengruppe liess der Bundesrat alle drei Gesuche prüfen und empfahl der Bundesversammlung schliesslich, den Bau eines Versuchs-Leistungsreaktors mit bis zu 50 Millionen Franken zu unterstützen. Er machte klar, dass er bereit wäre, sowohl das Konsortiums- als auch das Enusa-Projekt mitzufinanzieren, aber nicht den Suisatom-Reaktor. Die Entscheidung, welcher Reaktor am Ende gebaut werden sollte, wollte der Bundesrat jedoch der Privatwirtschaft überlassen.
Im März 1960 folgten sowohl Stände- als auch Nationalrat dem Vorschlag des Bundesrates und hiessen die Finanzmittel im Umfang von 50 Millionen Franken gut. Bedingung war, dass die Beiträge des Bundes 50 Prozent des Gesamtaufwandes nicht übersteigen sollten. Ebenso sollten sich die drei Gesuchssteller für den Bau in einer einzigen Dachgesellschaft zusammenschliessen.

## Der Bau des Reaktors in Lucens
Bereits zwei Wochen nach der Annahme der Vorlage durch die eidgenössischen Parlamente einigten sich die Enusa und die Thermatom, die Nachfolgeorganisation des Konsortiums, darauf, ein gemeinsames Versuchs-Leistungskraftwerk zu bauen. Es handelte sich dabei um einen Kompromiss: Am Standort des Enusa-Projektes, Lucens, sollten die Reaktorpläne des Konsortiums bzw. der Therm-Atom, der aus 22 Industrieunternehmen aus der ganzen Schweiz bestehenden Nachfolgeorganisation des Konsortiums, umgesetzt werden. Im Sommer 1961 kam es dann auch zur Gründung der vom Bund geforderten Dachgesellschaft: Thermatom, Enusa und Suisatom gründeten gemeinsam die «Nationale Gesellschaft zur Förderung der industriellen Atomtechnik» (NGA). Die Leitung der NGA übernahm Alt-Bundesrat Hans Streuli, der in der Folge zur grössten Triebfeder des Baus von Lucens wurde.
Ein Jahr nach der Gründung der NGA erfolgte am 1. Juli 1962 der Spatenstich zum Bau des Reaktors.

### Bauweise und Reaktordesign

Modellaufnahme von 1964

In Bau (1964)

In Bau (1964)

Die Anlage Lucens wurde zwei Kilometer südwestlich vom Dorf Lucens am Ufer der Broye, die anfänglich auch für das Kühlwasser vorgesehen war, errichtet. Ausser einigen Betriebs- und Lagergebäuden wurde die gesamte Anlage unterirdisch in drei Felskavernen angelegt.
Das Anlagekonzept des Versuchsatomkraftwerkes beruhte auf den folgenden Festlegungen:
- Natururan als Spaltstoff: Uranvorkommen gibt es an vielen Orten. Natururan kann frei gehandelt und leicht gespeichert werden. Der Verzicht auf Anreicherung des Urans vermeidet die damit verbundenen hohen Kosten und umgeht das Monopol der wenigen Produzenten sowie die politischen Barrieren gegen diesen Prozess. In der Versuchsanlage Lucens wurde wegen der Kleinheit des Reaktorkerns schliesslich trotzdem leicht angereichertes Uran verwendet.[12]
- Schwerwasser als Moderator: Die Nutzung von Natururan als Spaltstoff war praktisch nur möglich zusammen mit Graphit oder Schwerwasser als Moderator. Vorteile von Schwerwasser gegenüber Graphit sind bessere Neutronenökonomie mit besserer Ausnützung des Urans, die Möglichkeiten kompakterer Bauweise des Reaktors und leichterer Herstellung in der Schweiz. Das Ziel der Entwicklung eines Schwerwasser-moderierten Reaktors mit Natururan als Spaltstoff in der Schweiz wurde schon 1952 von der Studienkommission für Atomenergie SKA formuliert und diente in den folgenden Jahren als Grundlage für Entscheide der Industrie und Anträge an den Bundesrat. Gleichartige Entwicklungen mit Realisierung von Prototypen gab es auch in Schweden, Kanada, Frankreich, Deutschland und Grossbritannien.
- Kohlendioxid-Gas als Kühlmittel: Als Kühlmittel für den Abtransport der Wärmeenergie aus dem Reaktorkern wurden Schwerwasser, Leichtwasser, Leichtwasserdampf, Diphenyl und Kohlendioxid in Betracht gezogen. Beim Entscheid für das Gas im Fall des Prototyps Lucens spielten die Erfahrung mit den britischen und französischen gasgekühlten und graphitmoderierten Reaktoren, die erreichbaren höheren Temperaturen und die Erfahrung mit gasbeheizten Dampferzeugern eine Rolle; das zunächst favorisierte Schwerwasser schied wegen der höheren Kosten sowie der zu erwartenden Tritiumstrahlung aus. Bei den später durchgeführten Studien für grössere Anlagen wurden auch Varianten mit Leichtwasser untersucht.
- Bündel von Uranmetallstäben mit Magnesiumhülle als Brennelement: Uranmetall ergibt im Vergleich zu dem später für grössere Anlagen vorgesehenen, weniger korrosiven Uranoxid eine bessere Neutronenökonomie bei der Verwendung von Natururan. Bei der gewählten Lösung konnte zudem auf den Erfahrungen aus den britischen und französischen Reaktoren aufgebaut werden.
- Druckrohre als druckhaltende Komponente im Reaktorkern: Weil nur das Kühlmittel – nicht aber der Moderator – auf hohen Druck angewiesen war, konnte eine Druckrohrkonstruktion verwendet werden. Man versprach sich davon eine fast beliebige Skalierbarkeit auf grössere Anlagen und konnte auf die damals schwierigeren Entwicklungsschritte für grosse Druckbehälter sowie den Nachweis derer Sicherheit verzichten.
- Felskaverne als Containment: Die unterirdische Anordnung von Kraftwerkzentralen hatte sich bei den Wasserkraftwerken bewährt. So lag es nahe, die wichtigsten Teile des Kernkraftwerkes ebenfalls in Felskavernen unterzubringen. Diese Bauweise wurde damals auch in Norwegen und Schweden praktiziert. Neben dem Schutz gegen äussere Einwirkungen bot der in Lucens vorliegende poröse Sandstein ausserdem eine Möglichkeit radioaktive Stoffe zurückzuhalten. Durch Leckage oder gesteuerte Druckentlastung in den Sandstein gelangte Aktivstoffe würden in den Poren längerfristig gespeichert und können so im Laufe ihrer Diffusion Richtung Umwelt zerfallen. Im konkreten Fall musste dieses Konzept wegen Problemen mit der Abdichtung gegen den Zugangsstollen durch einen mit Filtern ausgerüsteten Ventilationsabzug ergänzt werden.

### Verzögerungen, Hindernisse und Betrieb
Der Bau des Reaktors in Lucens war durch mehrere Pannen und finanzielle Probleme gekennzeichnet. Der erste grosse Rückschritt für die schweizerische Eigenentwicklung ereignete sich am 7. Februar 1963, als bekannt wurde, dass die NOK plante, in Beznau einen schlüsselfertigen amerikanischen Leichtwasserreaktor zu bauen. Wenig später folgten weitere Elektrizitätsgesellschaften mit eigenen Kaufabsichten. Damit hatte sich die eigentliche Zielgruppe der schweizerischen Reaktortechnik bei der ausländischen Konkurrenz eingedeckt, noch bevor das Werk in Lucens überhaupt fertiggestellt war. Unterdessen liefen in Lucens die Kosten aus dem Ruder, und der Zeitplan musste revidiert werden. Ende 1963 kam es bei Sprengungen zu Rissbildungen im Fels, worauf die Bauarbeiten für mehrere Wochen eingestellt werden mussten. Immer wieder hatte man beim Bau mit Wassereintritten zu kämpfen. Die Kaverne erwies sich 1965 als undicht, und das Drainage-System musste überarbeitet werden. So wurde die Kaverne, die eigentlich ursprünglich Sicherheit hätte stiften sollen, immer mehr zum Sicherheitsproblem. Auch innerhalb der NGA gab es Schwierigkeiten: Andauernd brachen zwischen Brown, Boveri & Cie. und Sulzer offene Konflikte aus. Die anfänglich geplanten Kosten von 64,5 Mio. Franken stiegen bis zur Endabrechnung auf 112,3 Mio. Franken. Immer wieder bewilligte der Bund diskussionslos millionenschwere Nachtragskredite. Weitaus folgenschwerer als die steigenden Kosten waren Probleme mit den Brennelementen: Im Mai 1966 sollten die vorgesehenen Brennelemente im Diorit in Würenlingen getestet werden. Doch ein Brennelement schmolz teilweise und der betroffene Versuchskreislauf des Forschungsreaktors musste vollständig zerlegt und dekontaminiert werden. Weil ein ähnlicher Vorgang im Lucens-Reaktor ausgeschlossen werden konnte, wurde im Einverständnis mit den Sicherheitsbehörden am bestehenden Design festgehalten.

Innenaufnahme 1968

Am 8. Mai 1967 gab Sulzer den Austritt aus der schweizerischen Atomtechnologieentwicklung bekannt. Die Reaktorentwicklung werde nur noch im Rahmen des Vertrages mit dem CEA und Siemens weitergeführt. Mit dem Rückzug der wichtigsten Firma stand Lucens vor seinem Ende, doch Alt-Bundesrat Hans Streuli wollte weiterhin nicht aufgeben. Die Elektrizitätsgesellschaft EOS sollte das Werk nach Fertigstellung noch für zwei Jahre betreiben.

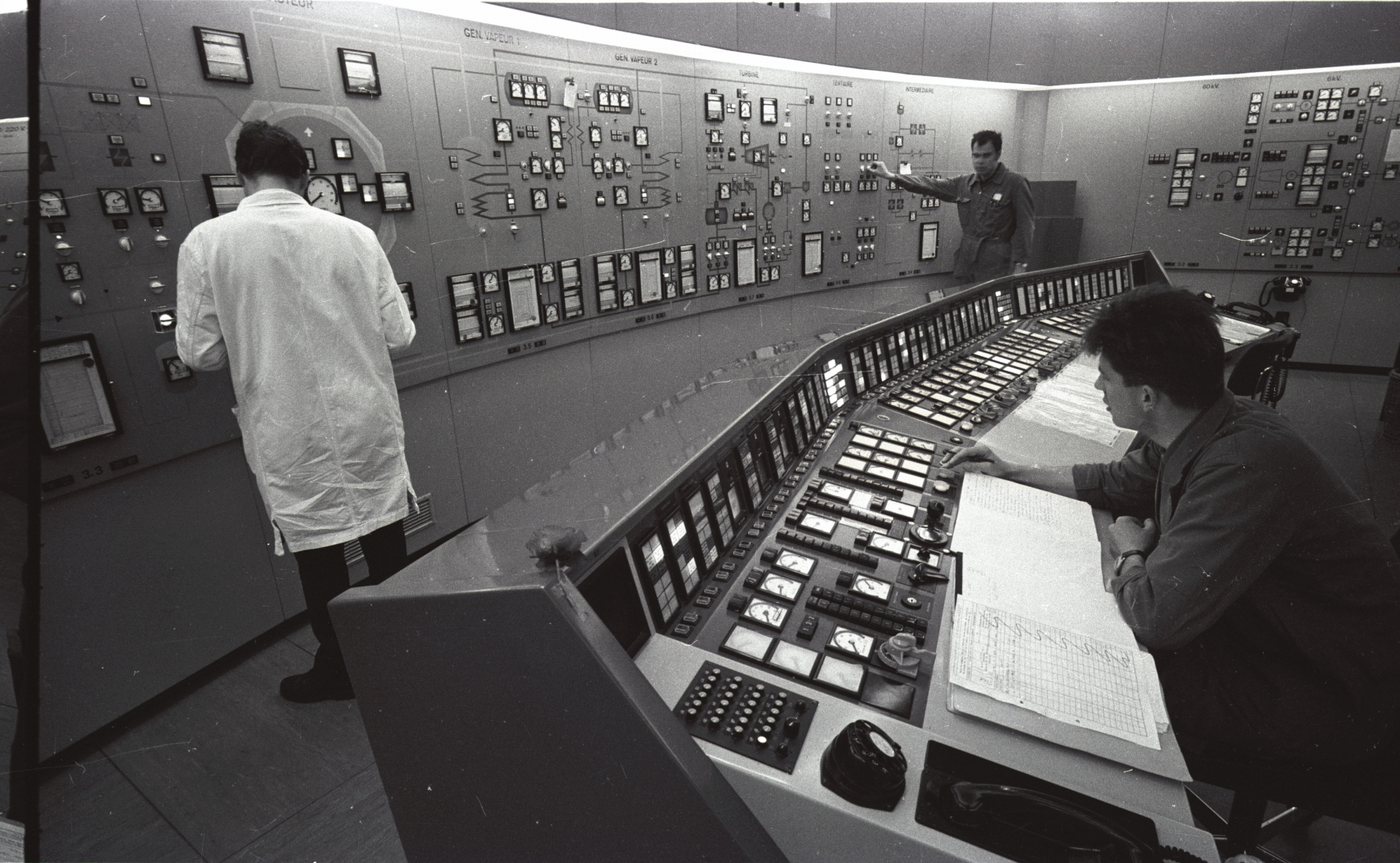
Der VAKL-Kontrollraum im Jahr 1968

Am 29. Dezember 1966 wurde der Reaktor erstmals kritisch, das heisst es konnte eine sich selbst erhaltende Kettenreaktion der Uranspaltung aufrechterhalten werden. Nach ersten Versuchen bei Leistung Null, Abschluss der Montagearbeiten und Abnahmeversuchen der für den Leistungsbetrieb wichtigen Anlageteile erzeugte die Anlage am 29. Januar 1968 den ersten Nuklearstrom der Schweiz. Die Übergabe der Anlage an die für den Betrieb zuständige Elektrizitätsgesellschaft EOS erfolgte am 10. Mai 1968 nach einem zehntägigen Abnahmeversuch bei mindestens 21 MW Leistung. Anschliessend wurde die Anlage mit Leistungen bis zum Nennwert von 30 MW betrieben. In einer Abstellphase vom November 1968 bis Mitte Januar 1969 wurden eine Reihe von Revisionsarbeiten durchgeführt, unter anderem Untersuchung eines ausgebauten Brennelementes und Sanierung der Wellendichtungen der Umwälzgebläse. Vorgesehen war ein Betrieb bis Ende 1969 zwecks Gewinnung von Erfahrung mit der Anlage, ihren z. T. neu entwickelten Komponenten und deren Betrieb. Weil ein selbsttragender Betrieb nicht möglich war, sollte anschliessend die Anlage stillgelegt werden. Der schliessliche Verzicht auf die Entwicklung von Schwerwasserreaktoren in der Schweiz – und auch in anderen europäischen Ländern – hatte seinen Grund in den im Laufe der sechziger Jahre eingetretenen starken Veränderungen der politischen, wirtschaftlichen und technischen Voraussetzungen. Es waren dies insbesondere die leicht gewordene Erhältlichkeit von angereichertem Uran, der rasche Trend zu sehr grossen Einheitsleistungen, die marktbeherrschende Stellung der amerikanischen Leichtwasserreaktoren und das mangelnde Interesse der einheimischen Elektrizitätswerke.

## Der Unfall vom 21. Januar 1969

Flugaufnahme vom 4. Juli 1969

Am 21. Januar 1969 wurde der Betrieb nach einer Revision wieder aufgenommen. Während der Steigerung der Reaktorleistung kam es zur Überhitzung mehrerer Brennelemente. Brennelement Nr. 59 erhitzte sich so stark, dass es schmolz und schliesslich auch das Druckrohr zum Bersten brachte. Dabei wurden 1100 kg schweres Wasser, geschmolzenes radioaktives Material und radioaktive Gase in die Reaktorkaverne geschleudert. In der Reaktorkaverne erreichte die Äquivalentdosis 1 Sv/h, vor allem aufgrund kurzlebiger Radionuklide wie 88Rubidium und 88Krypton. Die aus dem geschmolzenen Uran freigesetzte Radioaktivität löste wenige Sekunden vor dem Bersten des Druckrohres eine Schnellabschaltung des Reaktors aus.
Das anwesende Betriebspersonal konnte aus den im Kommandoraum verfügbaren Informationen innerhalb der ersten Minuten feststellen, dass der Primärkreislauf aufgebrochen war, der Reaktor jedoch sicher abgeschaltet und die Kühlung des Reaktorkerns gewährleistet war. Sie leiteten die gemäss dem entsprechenden Notfallplan nötigen Massnahmen ein und konnten dabei einen vorläufig sicheren Zustand der Anlage und deren Umgebung feststellen. Nach einer Stunde wurde auch in den übrigen Kavernenanlagen eine erhöhte Radioaktivität festgestellt, was bedeutete, dass die Reaktorkaverne nicht dicht war. Bei Messungen in den umliegenden Dörfern konnte ein Anstieg der Radioaktivität festgestellt werden. Personen sowohl innerhalb als auch ausserhalb der Anlage erlitten durch den Unfall keine unzulässigen Strahlendosen.
Der Unfall verursachte Schätzungen zufolge 26 Millionen Dollar Schaden.

## Untersuchung des Unfalles und Dekontamination des Reaktors

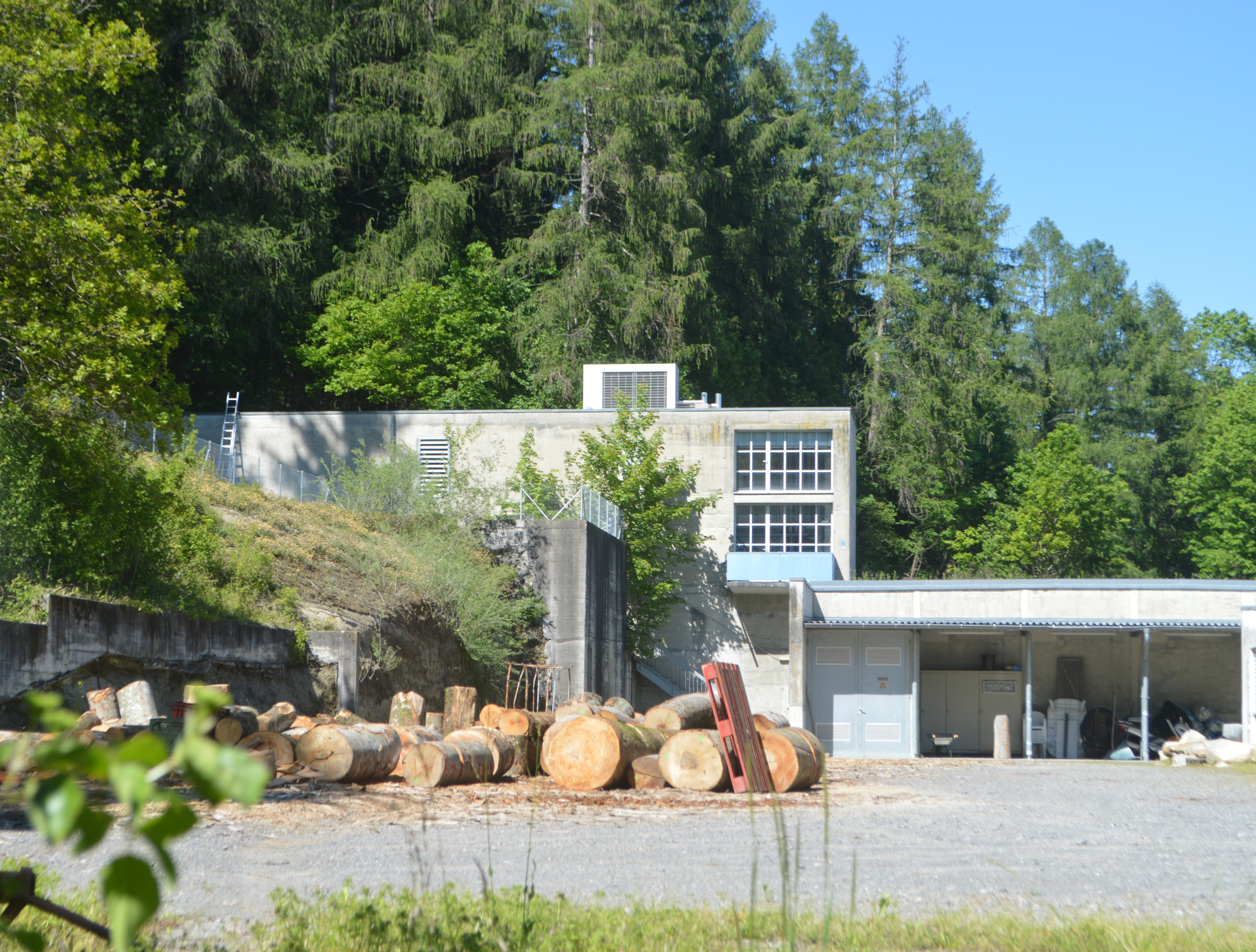
Das früher für die Frischluft-Aufbereitung genutzte Betriebsgebäude (2021)

In der Folge des Unfalles wurde eine Untersuchungskommission eingesetzt, die die Ursache für den Unfall ermitteln sollte. Erst nach zehn Jahren publizierte diese 1979 einen Schlussbericht. Man kam zu dem Schluss, dass sich während der Revisionsarbeiten vom Herbst 1968 bis zum Januar 1969 in einigen Brennelementen Wasser angesammelt haben musste, was die Elemente teilweise von innen korrodieren liess. Durch Korrosionsablagerungen hatte sich der Platz für das Kühlgas an einigen Stellen stark verengt. Die verminderte Kühlleistung hatte eine Überhitzung mehrerer Elemente zur Folge, was schliesslich zur partiellen Kernschmelze führte.
Das Eindringen von Wasser in den Reaktorkühlkreislauf und den Reaktorkern war eine Folge von Problemen mit der Sperrwasserdichtung der Kühlgas-Umwälzgebläse. Die Erprobung von neuen Dichtungsringen erfolgte in der Anlage Lucens, nachdem der Versuchsstand beim Gebläsehersteller nicht mehr zur Verfügung stand; dabei gelangte unbemerkt eine unerwartet grosse Menge Wasser in den Kreislauf.
Die Möglichkeit eines Unfallablaufes der eingetretenen Art war in den Sicherheitsdokumenten beschrieben worden und sowohl den Projektanten als auch den Sicherheitsbehörden bekannt. Massnahmen zur Begrenzung des Unfallausmasses – insbesondere verstärkte Rohre und Berstscheiben des Kalandriatank genannten Wärmetauschers zwischen Kühlgas und -flüssigkeit – wurden realisiert und haben sich im eingetretenen Fall bewährt.
Die Dekontamination und Zerlegung des Reaktors zog sich bis Ende 1971 hin. Insgesamt fielen 250 Fässer radioaktiver Abfälle an.
Der Abbruch der Entwicklung eines schweizerischen Schwerwasserreaktors war, wie erwähnt, schon 1967 beschlossen worden. Entgegen häufig geäusserten Meinungen war somit der Unfall vom Januar 1969 nicht die Ursache dieses Abbruches.

## Mögliche militärische Nutzung des Reaktors
In der Fachliteratur ist umstritten, inwiefern mit dem Bau des Reaktors in Lucens militärische Absichten verfolgt wurden. Eindeutig für eine militärische Orientierung plädierte 1987 Peter Hug in seiner Lizentiatsarbeit. Roland Kollert sah 1994 den Lucens-Reaktor als Dual-Use-Reaktor, der sowohl zur Energieerzeugung als auch zur Produktion von Waffen-Plutonium genutzt werden sollte. Der militärischen These widersprochen wurde zuerst 1995 von Dominik Metzler und dann später 2003 von Tobias Wildi. Beide machten dabei darauf aufmerksam, dass ihnen im Gegensatz zu Hug neue Quellen zugänglich gewesen seien. Jan Hodel bemängelte jedoch in einer Rezension, dass eine klare Gegenüberstellung dieser neuen Erkenntnisse zu Hugs Argumenten in Wildis Arbeit fehle.
Im Auftrag an die mit der Entwicklung des Reaktors Lucens befassten Projektanten und Konstrukteure wurde die Möglichkeit einer militärischen Nutzung nie verlangt und auch nie erwähnt. Wäre eine solche Zielsetzung vorgelegen, hätte beispielsweise im Zusammenhang mit dem dann nötigen geringen Spaltstoffabbrand die Anlage mit einer Vorrichtung zum Brennelementwechsel bei laufendem Reaktor versehen werden müssen. Tatsächlich wurde aber ein möglichst hoher Abbrand angestrebt.
Gemäss Urs Hochstrasser, damals Delegierter des Bundesrates für Fragen der Atomenergie, wurden das angereicherte Uran und das schwere Wasser für Lucens von den USA mit der Auflage geliefert, dass diese Materialien ausschliesslich für friedliche Zwecke verwendet werden. Für die Einhaltung dieser Verpflichtung hat der Bundesrat eine Kontrolle zunächst des Lieferstaates und später der Internationalen Atomenergieorganisation der UNO akzeptiert. Sie wurde auch tatsächlich durch entsprechende Inspektionen überprüft.

## Aktuelle Situation
Die Demontage der radioaktiv verseuchten Anlagen dauerte bis zum Mai 1973. Zwei der drei Kavernen  – der Reaktorkern und das Abklingbecken –   wurden mit Beton gefüllt. 1981 verlegte die in Lausanne ansässige Cinémathèque suisse ihre bis dahin in ehemaligen Pferdeställen gelagerten Nitratfilmrollen in das stillgelegte Atomkraftwerk. Sie blieben dort, bis das Schweizer Filmarchiv 1992 ein neues Depot in Penthaz eröffnete. Zur gleichen Zeit erwarb der Kanton Waadt das Gelände mit den Gebäuden und Anlagen, um dieses zum kantonalen Kulturgüterdepot umzuwandeln. Im April 1995 erklärte der Bundesrat die Entnuklearisierung für abgeschlossen.
Seither führt das Bundesamt für Gesundheit gemäss seinem Auftrag in den Entwässerungsanlagen der ehemaligen Versuchsreaktoranlage Lucens regelmässig Messungen durch und informiert die kantonalen und lokalen Behörden. Gemessen werden Cäsium-137 und Cäsium-134 sowie Cobalt-60, Tritium und Strontium-90. Zwischen 2001 und 2010 wurde in den Wasserproben durchschnittlich eine Tritiumaktivität von 15 Bq/L gemessen. Seit 2010 gab es vereinzelt leicht erhöhte Werte. Signifikant zugenommen haben die Werte aber erst seit Ende 2011 (bis zu 230 Bq/L).

Nach Umbauarbeiten, die über 7 Millionen Franken kosteten, wurde das Dépôt et abri de biens culturels de Lucens (DABC) am 9. Oktober 1997 offiziell eingeweiht. Allerdings wurden die letzten radioaktiven Abfälle erst 2003 ins Zwischenlager Zwilag nach Würenlingen gebracht. Damit wurde die Anlage Lucens endgültig aus der atomrechtlichen Aufsicht entlassen. Seither lagern zehn Waadtländer Museen, das Staatsarchiv Archives cantonales vaudoises und die Kantons- und Universitätsbibliothek Lausanne (Bibliothèque cantonale et universitaire de Lausanne – BCU) Kulturgut aus drei Jahrtausenden in der ehemaligen Atomanlage. Der in den Berg führende Stollen ist mit ausgestopften Tieren aus dem Zoologiemuseum im Palais de Rumine gefüllt. Über das Untergeschoss hiess es in einer Reportage der Neuen Zürcher Zeitung:
«Man sieht Hunderte von Steinbrocken, alle mit Herkunftsangaben, aber auch Dutzende von menschlichen Knochen, Bein an Bein, in präzis angeschriebenen Fächern. Man kommt an Überresten einer römischen Kanalisation aus dem 1. Jahrhundert nach Christus vorbei, danach an einer Barke aus der Alemannen-Zeit. Die frühere Turmspitze der Kathedrale von Lausanne ist ebenfalls zu sehen».

## Dokumentationen
- Spuren der Zeit: Der atomare Traum: SF-Dokumentarfilm über den Reaktor von Lucens. (Online-Video, 45 min)